# Atabladera
La atabladera es una herramienta agrícola utilizada en las últimas fases de la preparación de las tierras antes de cultivarlas. Tabla lisa o adornada por debajo de clavos u otros elementos cortantes que sirve para entablar la tierra, aplanando los terrones y haciendo que se conserve mejor la humedad.
También se llama entabladera. Es un instrumento de tracción de uso agrícola que se emplea para alisar la tierra para prepararla antes de sembrar y salvaguardar la sazón del bancal.

## Descripción
El instrumento consiste en una pieza de madera o hierro de sección rectangular y forma de tablón  que lleva dos anillas de hierro en el borde delantero para pasar unas cuerdas que se anudan al collar de la bestia de tiro, normalmente un mulo. Para guiarla van un hombre o dos, derechos trabajando, mientras el animal de carga empuj¡a de la atabladera con el trozo o trozos de cuerda que se atan al conjunto de correas que rodean la cabeza del animal para sujetarlo o guiarlo (bridas).
Recibe diversos nombres: "tauladora", en el Maestrazgo y Castellón; "ataulador", en Morella; "post de ataular" en Benissoda ...

## Tipos
Hay varios tipos de atabladeras, normalmente adaptaciones a la tipología concreta del cultivo y del tipo de terreno en el que se trabaja. Podemos distinguir:
Atabladera plana, también conocida como post plana, tabla plana, lisa, "aplanadora", etc. En la huerta de Valencia se caracteriza por estar formada por una tabla de madera fuerte con, aproximadamente, las siguientes medidas: 1'70 metros de largo, 0'3 metros de ancho y un espesor que va de 0'03-0 '04 metros. Además, cerca de los extremos lleva dos barras traveseras con dos huecos, por donde se pasa y liga una de las cabezas del ramal que sujetan la herramienta a la collera de arar. Las tablas más recientes, sustituyen las barras traveseras por hierros que terminan en anillas, de las que se agarran los tirantes, que normalmente se hacen con cáñamo. En cambio, en las zonas de secano, la tabla plana o post plana, es más estrecha a pesar de que puede ser más larga, llegando a medir entre 3-5 metros. También hay atabladeras planas pequeñas, que se utilizan entre el caballones, sobre todo en el cultivo del tabaco y de la alcachofa, para hacer polvo. La tabla plana se utilizada para lo que en el Maestrazgo, Xàtiva, Biar o Guardamar llama "taular" o "entaular" en otros lugares, y que consiste en pasar la atabladera sobre la tierra después de la última reja (hierro cortando, de forma aproximadamente triangular, que penetra en la tierra por una cabeza, con un mango o cola por el otro, por el que se sujeta el dental), y aplasta, nivela y allana el terreno que se quiere labrar, dejando el campo preparado para ser sembrado. También puede utilizarse para colgar la semilla después de sembrar.
Atabladeras de clavos o palitos, y de cortantes o cuchillos. Se trata de una atabladera con una forma sencilla y unas dimensiones de 1'7 de largo y unos 30 cm de ancho, en la que en la parte de abajo se le han encajado verticalmente una serie de clavos formando una o dos hileras, también pueden clavarse hierros punzantes o bastoncitos sin punta, en planos diferentes. Presenta tipologías diferentes según la zona agrícola en la que nos fijamos, así, en Alpuente, Agost o San Vicente, la atabladera de clavos presenta un mayor tamaño (1'5-2 metros de largas y entre 30-40 cm de ancho) y además, las traveseras que unen las tablas son unas cuatro y consisten en barras que llevan encajadas los palitos, los cuales miden un 10 centímetros. En la Huerta de Valencia, aparece una variedad consistente en una construcción cuadrangular que presenta en la parte de abajo clavos, y al que se fija un caballete, sobre el que se pone de pie el agricultor. En Alcudia en lugar de clavos o palitos, se utilizan cuchillos para cortar la tierra, y se disponen en hileras de cuchillos (de unos 15 cm), curvados hacia atrás, distantes unos de otros unos 8 cm. El sistema de pegarlas, es como en las tablas planas mediante argollas.
Algunas atabladeras son mixtas, es decir, presentan tanto hileras de clavos como hileras de cuchillos. Se trata de una variedad que se utiliza en diversas fases de las operaciones de labranza y mantenimiento, como pueden ser la limpieza del campo antes de labrarse el, romper y desmenuzar los terrones una vuelta se ha labrado el campo, romper la costra superficial del suelo antes de la siembra (para este uso, se hacen dos pasadas de atabladera de clavos y luego una de la tabla plana), o cortar las hierbas parasitarias y remover la tierra a los cultivos de caballones, antes de llevar a cabo el riego (uso típico en la Huerta de Valencia)
Dentro de la tipología de las atabladeras de clavos, se puede incluir un grupo de herramientas que tienen una función similar, pero totalmente especializadas en un tipo de suelo y cultivo concreto, como es el caso de la Marjal, donde se trabaja con las atabladeras de cuchillos o dragas, se trata de una tabla de 1'9 de largo y unos 30 cm de ancho, que en la parte de abajo lleva unos cuchillos curvados hacia atrás, que están apoyados de esquina en la mesa, dispuestos en dos o tres hileras en diferentes planos, distanciados por unos 8 centímetros, clavados con pernos y tuercas. Se utilizada para romper la tierra y conseguir un barro fino adecuado para la siembra del arroz.

## Utilidad
Hay dos técnicas de uso. Una de ellas es con dos personas, una de las cuales lleva el animal del ramal, mientras que la otra -llamada "ataulador"- coge de la cola y queda en pie sobre el entauladora. La otra técnica es para una sola persona que lleva los ramales por sobre el lomo de la bestia de tiro.
La atabladera de ganchos se utiliza para quitar los terrones de tamaño medio, así como para romper la costra de la superficie de la tierra después de sembrar. Se diferencia de la atabladera plana en la presencia por la cara inferior de clavos, medias herraduras y otros elementos cortantes.
Las técnicas son similares a las de la atabladera plana, pero con el fin de aumentar la presión sobre el terreno pueden meterse piedras para hacer peso.